# أنور بيوكتوبشو
أنور بيوكتوبشو (بالتركية: Onur Büyüktopçu)‏ ممثل ومخرج تركي من مواليد 1980 في مدينة أسطنبول في تركيا شارك في مسلسل حب للايجار.

## روابط خارجية
- أنور بيوكتوبشو على موقع IMDb (الإنجليزية)